# Madness
Меднес (енгл. Madness - лудило) је енглески поп/ска бенд из Кемден тауна у Лондону, који је настао 1976. Били су један од најзначајнијих бендова крајем седамдесетих година 20. века, мада су свој највећи успех постигли 80-их година.

## Дискографија

### Студијски албуми
- (1979)
- (1980)
- 7 (1981)
- (1982)
- (1984)
- (1985)
- (1988)
- (1999)
- (2005)
- (2009)
- (2012)
- (2016)

### Компилацијски албуми
- (1982)
- (1983)
- (1986)
- (1990)
- (1991)
- (1992)
- (1997)
- (1998)
- (поновно издавање) (2009)
- (2009)
- (2010)
- (2012)
- (2014)
- (2017)